# Bombus sylvestris
Espèce
Bombus sylvestris, le psithyre sylvestre, est une espèce d'insectes hyménoptères de la famille des Apidae (de Apis : abeille). Il appartient au genre Bombus et au sous-genre Psithyrus.
C'est un bourdon parasite (« bourdon coucou ») d'autres espèces de bourdons, surtout Bombus pratorum (le bourdon des prés).

## Distribution et habitat
C'est le deuxième plus fréquent bourdon parasite en Europe. De répartition eurasiatique, on le rencontre dans la majeure partie du continent: du milieu de la péninsule ibérique, de l'Italie et des Balkans au Sud, jusqu'au delà du cercle polaire au Nord, et de l'Irlande à l'Ouest à l'extrême-orient de la Russie à l'Est. 